# Hilperik Akvitanski
Hilperik Akvitanski, v nekaterih kronikah iz tistega obdobja tudi Hilderik, je bil sin Hariberta II. in nekaj časa leta 632 kralj Akvitanije. Leta 632 so kmalu za očetom na ukaz Haribertovega pobrata Dagoberta I. ubili tudi njega, * 630. leta, † 632. 
Po njegovi smrti v Akvitaniji niso več vladali kralji, ampak  vojvode.
| Hilperik Akvitanski Merovinška dinastijaRojen: 630. leta Umrl: 632 |                      |                               |
| Predhodnik: Haribert II.                                           | Kralj Akvitanije 632 | Naslednik: Bogis, kot vojvoda |